# 居抜き内閣
居抜き内閣（いぬきないかく）とは、内閣総理大臣が変わっても組閣において前内閣の閣僚の全員、またはほぼ全員を再任した内閣のことを指す俗称。

## 概要
「居抜き」とは店舗・工場等を前の管理者がつけていた設備・家具などをそのまま使用することを指す。首相就任者が前内閣の閣僚構成員をほぼそのまま使うことをこれになぞらえ、「居抜き内閣」という言葉が使われるようになった。第3次池田内閣や第2次岸田内閣のように衆議院議員総選挙とその後の国会招集による内閣総辞職を経て同一首相のもとで組閣された場合には、閣僚の大半が同一でも居抜きと呼ばれることはない。
俗語であるためどの程度の再任があれば居抜きとされるかについては明確な定義は存在していない。菅義偉内閣は前の第4次安倍内閣 (第2次改造)の閣僚から、首相菅義偉を含めた11閣僚が再入閣した。これは全20閣僚のポストから見れば過半数程度であったが、報道等では「居抜き」や「事実上の居抜き」などと表現されることもあった。
内閣制度が発足した頃の閣僚には元勲がつくことが多く、また内閣総辞職の慣行もなかったため、前内閣の閣僚がそのまま留任することが多かった。第二代の黒田内閣では第1次伊藤内閣のすべての閣僚が内閣にとどまっている。政党内閣期になると首相の急死後、政権枠組みが変わらない場合には全閣僚が留任することが行われている。日本国憲法下でも前首相が予期しない病気等の理由で退任した際には多くの閣僚が再任する形で組閣されることが多い。自由民主党およびその連立政権下の第1次岸内閣・第1次佐藤内閣・第1次森内閣・福田康夫内閣および菅義偉内閣はいずれも前首相の病気による辞任後に成立している。
組閣から一定期間が経過した後には内閣改造や総選挙を経た再組閣によって新閣僚が選任され、「居抜き」状態が終了することもある。

## 過去の居抜き内閣
| 組閣年月日                 | 居抜き内閣    | 閣僚人事 | 後の大幅改造等                                          | 前内閣               |
| -------------------------- | ------------- | --- | ------------------------------------------------------- | -------------------- |
| 1921年11月13日（大正10年） | 高橋内閣      | 大蔵大臣は首相の高橋是清が兼任という形で再任 全10閣僚再任 | 220日後の1922年（大正11年）6月21日に総辞職              | 原内閣               |
| 1926年1月30日（大正15年）  | 第1次若槻内閣 | 内務大臣は首相の若槻禮次郎が兼任という形で再任 全11閣僚再任 | 446日後の1927年（昭和2年）4月20日に総辞職               | 加藤高明内閣         |
| 1957年2月25日（昭和32年）  | 第1次岸内閣   | 外務大臣は首相の岸信介が兼任という形で再任 全16閣僚と官房長官は全員再任 84日後に石井光次郎が副総理で入閣 | 135日後の1957年（昭和32年）7月10日に内閣改造            | 石橋内閣             |
| 1964年11月9日（昭和39年）  | 第1次佐藤内閣 | 官房長官を鈴木善幸から橋本登美三郎に交代 全18閣僚再任 | 206日後の1965年（昭和40年）6月3日に内閣改造             | 第3次池田内閣 (改造) |
| 2000年4月5日（平成12年）   | 第1次森内閣   | 全18閣僚再任 | 90日後の2000年（平成12年）7月4日に総辞職・第2次内閣発足 | 小渕内閣             |
| 2007年9月26日（平成19年）  | 福田康夫内閣  | 官房長官を与謝野馨から町村信孝に交代 外務大臣を町村信孝から高村正彦に交代 防衛大臣を高村正彦から石破茂に交代 文科大臣を伊吹文明から渡海紀三朗に交代 （離任2人・横滑り2人・入閣2人） 他13閣僚再任 | 312日後の2008年（平成20年）8月1日に内閣改造             | 第1次安倍内閣        |
| 2010年6月8日（平成22年）   | 菅直人内閣    | 官房長官を平野博文から仙谷由人に交代 財務大臣を菅直人から野田佳彦に交代 農水大臣を赤松広隆から山田正彦に交代 経済財政担当大臣を菅直人から荒井聰に交代 国家戦略担当大臣を仙谷由人から荒井聰に交代 行政刷新担当大臣を枝野幸男から蓮舫に交代 少子化担当大臣を平野博文から玄葉光一郎に交代 （離任3人・横滑り1人・入閣5人） 他11閣僚再任 | 101日後の2010年（平成22年）9月17日に内閣改造            | 鳩山由紀夫内閣       |

- 閣僚人事の列は再任閣僚数の順にソートされる。組閣年月日の列のソートボタンで元の順序に戻る。